# Rijksbijdrage voor het openbaar vervoer
De rijksbijdrage voor het openbaar vervoer is in Nederland een subsidie voor vervoersautoriteiten om stads- en streekvervoer en openbaar vervoer te water onder de kostprijs en met een groter aanbod te kunnen aanbieden aan haar burgers. Zonder deze rijksbijdrage zou het stads- en streekvervoer duurder zijn en/of alleen te vinden in grotere steden. In 2004 betaalde rijksoverheid in totaal zo'n 1,08 miljard euro aan de 19 vervoersautoriteiten. Daarmee wordt zo'n 63% van de totale kosten van het stads- en streekvervoer door de overheid betaald.

## Geschiedenis
In de jaren zestig van de twintigste eeuw lukte het de vervoerbedrijven niet meer om de jaarrekening zonder verlies af te sluiten. De oorzaken hiervan lagen deels bij de toename van het autogebruik, voor het woon-werkverkeer werd de auto steeds vaker gebruikt ten koste van het gebruik van bus en tram. 
Niet alleen de vraag naar stads- en streekvervoer nam af, ook de kosten stegen. Vooral de personeelskosten, een belangrijk deel van de totale exploitatiekosten, namen toe. Door het verhogen van de tarieven zou er een vicieuze cirkel ontstaan: door de hogere tarieven zou het ov-gebruik nog verder afnemen, waardoor de tarieven nog verder verhoogd zouden moeten worden, waardoor het ov-gebruik nog zal verder afnemen, enzovoorts, enzovoorts.
De overheid vond het destijds toch noodzakelijk om stads- en streekvervoer betaalbaar te houden voor groepen die niet zonder het openbaar vervoer kunnen. Hierbij kan gedacht worden aan mensen zonder rijbewijs, scholieren en ouderen. Daarom ging de rijksoverheid over tot het subsidiëren van het stads- en streekvervoer.

### 1969: tekorten afdekken
In 1969 betaalde de rijksoverheid voor het eerst 30 miljoen gulden aan de negen stadsvervoerbedrijven en 3 miljoen gulden aan de streekvervoerders. In 1974 worden de tekorten van het stadsvervoer geheel overgenomen door de rijksoverheid. Ook in het streekvervoer werden de tekorten geheel afgedekt. Zodoende wordt het stads- en streekvervoer gesubsidieerd met een openeinderegeling. Het feit dat vervoerbedrijven daardoor nauwelijks op de kosten hoeven te letten, werd vaak gezien als een groot nadeel. Wel stelde de rijksoverheid eisen ten aanzien van de standaardisering van het busmaterieel. Door de standaardisering hoopte de rijksoverheid dat de onderhouds- en aanschafkosten van bussen lager zouden worden.
Tot en met 1978 werden de tekorten afgedekt op basis van de begrotingen van de vervoerders. In de periode 1979 tot en met 1982 ging men uit van de jaarrekeningen van de vervoerders. Na 1982 worden aan de openeinderegeling wel enkele eisen gesteld aan de vervoerbedrijven.

### 1990: subsidie op basis van plaatskilometers
In 1990 wordt het subsidiestelsel gewijzigd. Voortaan wordt de subsidie
berekend aan de hand van plaatskilometers (plaatskilometer: het vervoeren van 1 zitplaats in een vervoermiddel over een afstand van 1 kilometer) van de vervoerders. Omdat alle - dus ook lege - zitplaatsen worden gesubsidieerd werd het voor de vervoerder lonend om het ov-aanbod (ongeacht de vraag) te vergroten. Omdat de rijksoverheid vanaf 1992 fors wil bezuinigen op het openbaar vervoer, wordt het subsidiestelsel in 1993 vervangen.

### 1993: subsidie op basis van reizigerskilometers
In 1993 stapt de rijksoverheid over op een subsidie aan de hand van reizigerskilometers (reizigerskilometer: het vervoeren van 1 reiziger over een afstand van 1 kilometer). Om de reizigerskilometers te berekenen wordt het WROOV-onderzoek voor de verdeling van de reizigersopbrengsten uitgebreid tot een WROOV-Plus onderzoek. Voortaan wordt niet alleen de verdeling van de kaartopbrengsten, maar ook een berekening van de reizigerskilometers onderzocht.

### 1998: opbrengstsuppletie
Sinds 1998 werd de rijksbijdrage voor het stads- en streekvervoer gebaseerd op opbrengstsuppletie. Elk jaar stelde de minister de suppletiefactor vast. In 2004 werd dit vastgesteld op 1,3015. Voor 1 euro vervoeropbrengst van de nationale vervoerbewijzen, kreeg de vervoersautoriteit zo'n 1,30 euro aan subsidie om aan de uitvoerende vervoerder(s) te kunnen geven. Deze subsidie werd niet alleen berekend over de daadwerkelijke vervoeropbrengsten, maar ook over de opbrengstderving van de OV-studentenkaart. In totaal werd ongeveer 84% van de totale exploitatiesubsidie via de opbrengstsuppletie verdeeld. De totale subsidie werd verder nog gecorrigeerd door bevolkingsdichtheid, inwonertal, oppervlakte, centrumfunctie. Ook bestonden er extra subsidies voor tram- en trolleybusexploitatie (tram/trolleyforfait), instandhouding metrosysteem, toezichthouders op de tram en metro, subsidie voor aanschaf lagevloermaterieel, enz.
Vervoerautoriteiten waren in deze tijd provincies, maar ook de grotere steden. Eerst waren dit BOV- en BOS- gemeenten met respectievelijk een eigen gemeentelijk vervoerbedrijf (BOV) dan wel het stadsvervoer ondergebracht bij de streekvervoerder (BOS). Later werd dit aantal steden ingeperkt, en bleven alleen de VOC-gemeenten (centrumgemeenten) zelf verantwoordelijk voor hun stadsvervoer.
In dit opbrengst/suppletiestelsel kon gratis openbaar vervoer niet via de rijksbijdrage bekostigd worden.

#### GDU (infrastructuur)
Voor infrastructuur van regionaal belang, zoals provinciale wegen en bruggen, maar ook de ov-infrastructuur (busbanen, verkeerslichtbeïnvloeding, busstations) keerde de Rijksoverheid aan provincies en kaderwetgebieden de gebundelde doeluitkering (GDU) uit. Tot 1 januari 2004 werden projecten tot 11,34 miljoen euro betaald met de GDU-gelden. Projecten boven dit bedrag werden direct betaald door het rijk via het Meerjarenprogramma Infrastructuur en Transport (MIT). Na 1 januari 2004 werd deze grens verhoogd tot 225 miljoen euro, onder gelijktijdige verhoging van de GDU-bedragen (GDU+). De verantwoordelijkheid voor de infrastructuur verschoof hierdoor meer richting de provincies en kaderwetgebieden (decentralisatie).

## Huidige situatie

### 2005: BDU Verkeer en Vervoer
BDU staat voor Brede Doeluitkering. Vanaf 2005 werd het ov-budget en de GDU bij elkaar gevoegd in de BDU. Daarmee ontstond er 'ontschotting': geld voor de infrastructuur mag gebruikt worden voor de exploitatie en exploitatiegeld mag gebruikt worden voor infrastructurele projecten. Het ov-budget werd in de BDU in deze jaren gebaseerd op de Rijksbijdrage 2004 minus bezuinigingen. Dit betekent dat de verdeling van de Rijksbijdrage vanaf 2008 niet meer afhankelijk is van de vervoeropbrengst.
De status van de VOC-gemeenten kwam te vervallen. Alle budgetten gingen voortaan naar de provincies en de stadsgewesten (kaderwetgebieden, ofwel WGR+-regio's). Een aantal provincies koos ervoor om de verantwoordelijkheid voor het stadsvervoer door te delegeren aan inliggende gemeenten. Dat gold bijvoorbeeld voor Alkmaar, Amersfoort, Apeldoorn, Almere en Lelystad. In 2011 hebben alleen Almere en Lelystad deze gedelegeerde bevoegdheid nog.

### 2008: subsidie op basis van structuurkenmerken
Vanaf 2008 werd de BDU niet verdeeld op basis van reizigersinkomsten (opbrengstsuppletie), maar volledig op de structuurkenmerken van een bepaald gebied, zoals het aantal woningen en de omgevingsadressendichtheid. In feite wordt dan niet meer de strippenkaart of OV-chipkaart maar de stedelijkheidsgraad van een gebied en het aantal huishoudens, gesubsidieerd. Dat lijkt op het eerste gezicht een logische keuze, omdat de BDU niet alleen openbaarvervoergelden bevat, maar ook gelden voor infrastructuur, verkeersveiligheid en dergelijke. Nadeel is echter dat dit leidt tot minder subsidie voor de dunbevolkte gebieden, waar de afhankelijkheid van het openbaar vervoer juist groter is dan in de steden.
De ov-autoriteit kan nu volledig zelf bepalen hoe de vergoeding aan de vervoerder berekend wordt. Dat kan door de opbrengstverantwoordelijkheid bij de vervoerder te leggen en in een aanbesteding de vervoerder te selecteren die de minste subsidie voor het vervoeraanbod vraagt, maar ook door andere prikkels in te bouwen in de concessie (bonus-malusregeling). Een voordeel van het nieuwe stelsel is de mogelijkheid om gratis openbaar vervoer in te voeren, zonder dat de rijkssubsidie wegvalt.